# 69 Leonis
69 Leonis (p5 Leonis) é uma estrela na direção da Leo. Possui uma ascensão reta de 11h 13m 45.58s e uma declinação de −00° 04′ 10.2″. Sua magnitude aparente é igual a 5.40. Considerando sua distância de 477 anos-luz em relação à Terra, sua magnitude absoluta é igual a −0.42. Pertence à classe espectral A0V.